# Joanna Leach
Joanna Leach, née le 1er octobre 1937 à Calcutta (Inde britannique), morte le 8 avril 2011 à U.K , est une pianiste classique anglaise jouant des instruments historiques.

## Biographie
Joanna Leach naît à Calcutta (Inde britannique) le 1er octobre 1937, ville où son père est architecte et où elle réside pendant huit ans, jusqu'au retour de sa famille en Grande-Bretagne. À l'instar de sa grand-mère maternelle, élève de Teodor Leszetycki, elle commence à étudier le piano avec Henry Wynn-Wernick.Tout comme sa grand-mère, elle étudie à Vienne
avec Josef Dichler, puis revient en Angleterre et poursuit ses études avec Peter Katin.
Elle donne des récitals à Wigmore Hall, Purcell Room (en), St John's Smith Square ainsi qu'à l'Académie de musique Franz Liszt de Budapest, en tant que soliste et en musique de chambre. Ceux-ci sont très bien accueillis par la critique, notamment par Keith Fagin, le discographe de la société Liszt. 
Joanna Leach trouve finalement le bonheur avec son partenaire, David Turner, qui l'encourage à poursuivre ses aspirations musicales.
Elle joue sur des pianos carrés qu'elle préfère et des piano-fortes historiques et crée son label discographique Athene Records.